# Almiros-Quelle
Koordinaten: 35° 19′ 59,9″ N, 25° 2′ 49,6″ O
Die Almiros-Quelle (griechisch Πηγή Αλμυρού; dt. ‚Salzige Quelle‘) ist eine brackige Karstquelle etwa 10 km westlich der Stadt Heraklion auf der Insel Kreta.

## Beschreibung
Die Quelle liegt westlich der Siedlung Amoudara, neben der Aftokinitodromos 90. Das Wasser ist tief blau. Sie hat jahreszeitlich bedingt eine Schüttung von 3,5 bis 50 m³/s. Im Jahresmittel liegt sie bei 7,5 m³/s. Ihr Einzugsgebiet wird mit Werten zwischen 500 und 300 km² angegeben.

## Nutzung
Die Quelle ist auf Grund des hohen Flusses und ihrer Nähe zu der Inselhauptstadt interessant für die Wirtschaft und die Infrastruktur. Allerdings ist der Chlorid-Gehalt von 30 bis 6000 mg/l zu hoch für eine direkte Nutzung als Trinkwasser. Daher wurde um die Quelle 1976 ein 12 Meter hoher Betonwall errichtet, um durch den dadurch gestiegenen hydrostatischen Druck die Salzwasserintrusion zu minimieren. Allerdings ist die Anlage (2023) nicht mehr in Betrieb. Das abfließende Wasser speist den knapp 2 km langen gleichnamigen Fluss, welcher teils das Kraftwerk Linoperamata, und anderen Teils das Feuchtgebiet Almyros versorgt.

## Namensgebung
Es gibt auf Kreta eine Vielzahl von Karstquellen. Da durch das zerklüftete Gestein in Ufernähe in mehrere Meerwasser eindringt, haben einige den Namen Almiros. Daher wird in der Literatur zum Teil der Beiname Almiros Heraklion verwendet.